# Saxetania lindbergi
Saxetania lindbergi är en insektsart som beskrevs av Bei-bienko 1967. Saxetania lindbergi ingår i släktet Saxetania och familjen Pamphagidae. Inga underarter finns listade i Catalogue of Life.